# Chad Hedrick
Chad Paul Hedrick (Houston, 17 de abril de 1977) es un deportista estadounidense que compitió en patinaje de velocidad, en las modalidades sobre hielo y en línea.
Participó en dos Juegos Olímpicos de Invierno, obteniendo en total cinco medallas: tres en Turín 2006, oro en 5000 m, plata en 10 000 m y bronce en 1500 m, y dos en Vancouver 2010, plata en persecución por equipos (junto con Brian Hansen, Jonathan Kuck y Trevor Marsicano) y bronce en 1000 m.
Ganó dos medallas en el Campeonato Mundial de Patinaje de Velocidad sobre Hielo, oro en 2004 y plata en 2005, y cuatro medallas en el Campeonato Mundial de Patinaje de Velocidad sobre Hielo en Distancia Individual, en los años 2004 y 2005.
En patinaje de velocidad sobre patines en línea obtuvo setenta medallas en el Campeonato Mundial (cincuenta y una de oro, quince de plata y cuatro de bronce) y siete medallas en los Juegos Mundiales, en los años 1997 y 2001.

## Palmarés internacional
| Juegos Olímpicos                           | Juegos Olímpicos     | Juegos Olímpicos  | Juegos Olímpicos        |
| Año                                        | Lugar                | Medalla           | Prueba                  |
| ------------------------------------------ | -------------------- | ----------------- | ----------------------- |
| 2006                                       | Turín (Italia)       | Medalla de oro    | 5000 m                  |
| 2006                                       | Turín (Italia)       | Medalla de plata  | 10 000 m                |
| 2006                                       | Turín (Italia)       | Medalla de bronce | 1500 m                  |
| 2010                                       | Vancouver (Canadá)   | Medalla de plata  | Persecución por equipos |
| 2010                                       | Vancouver (Canadá)   | Medalla de bronce | 1500 m                  |
| Campeonato Mundial                         |                      |                   |                         |
| Año                                        | Lugar                | Medalla           | Prueba                  |
| 2004                                       | Hamar (Noruega)      | Medalla de oro    | Clasificación general   |
| 2005                                       | Moscú (Rusia)        | Medalla de plata  | Clasificación general   |
| Campeonato Mundial en Distancia Individual |                      |                   |                         |
| Año                                        | Lugar                | Medalla           | Prueba                  |
| 2004                                       | Seúl (Corea del Sur) | Medalla de oro    | 5000 m                  |
| 2004                                       | Seúl (Corea del Sur) | Medalla de bronce | 10 000 m                |
| 2005                                       | Inzell (Alemania)    | Medalla de oro    | 5000 m                  |
| 2005                                       | Inzell (Alemania)    | Medalla de bronce | 10 000 m                |